# 히라기시역 (삿포로시)
히라기시역(일본어: 平岸駅, ひらぎしえき)은 일본 홋카이도 삿포로시 도요히라구에 위치한 삿포로 시영 지하철의 역이다.

## 역 구조
2면 2선의 상대식 승강장이다. 시로이시나카노시마도리의 하부에 위치하고 출입구는 대로의 도로변에 총 3곳이 있다. 그 중 1곳은 히라기시도리(국도 제453호선)의 사거리에 있다. 승강장은 난보쿠 선 역으로는 드물게 동서 방향으로 뻗어 있으며 동쪽이 마코마나이 방면, 서쪽이 아사부 방면이다. 승강장이 개찰구와 바로 연결되는 역 구조 때문에 대합실은 없고, 개찰구 내 승강장의 중앙 계단에 연결 통로가 있다. 이 때문에 휠체어 이용자는 지상 부분에서 행선지에 따라서 엘리베이터를 타야 될 필요가 있다.
엘리베이터는 아사부 방면 승강장의 옛 3번 출입구에 설치되었고 3번 출입구는 파크 아파트 측의 출입구로 변경되었다. 마코마나이 방면 승강장의 엘리베이터는 1번 출입구에 설치되어 있다.
1번 출입구 엘리베이터 설치에 따라 1번 승강장 측에 있던 화장실은 2번 출입구 부근으로 이전되었고 아울러 장애인용 화장실도 설치되었다. 이 때문에 본 역은 엘리베이터와 장애인용 화장실이 플랫폼의 양단에 있게 되었다.

### 타는 곳
| 1 | 난보쿠 선 | 마코마나이 방면             |
| 2 | 난보쿠 선 | 오도리・삿포로・아사부 방면 |

## 이용 현황
삿포로 시 교통국의 조사에 따르면 2015년도 1일 평균 승차 인원은 8,111명이다.
최근 1일 평균 승차 인원의 추이는 다음과 같다.
| 연도 | 1일 평균 승차 인원 |
| ---- | ------------------ |
| 2008 | 7,836              |
| 2009 | 7,716              |
| 2010 | 7,713              |
| 2011 | 7,720              |
| 2012 | 7,974              |
| 2013 | 8,235              |
| 2014 | 8,143              |
| 2015 | 8,111              |

## 역 주변
시 중심에서 벗어나지만 삿포로 시가지의 중심에 있는 아파트와 상업 시설이 즐비하고 있다. 대로와 교차하고 있어 교통량은 많다.
- 국도 제453호선
- 도요히라 구 히라기시 도시 센터
- 도요히라 경찰서 히라기시 파출소
- 삿포로 히라기시3조 우체국
- 삿포로 히라기시5조 우체국
- 홋카이도 은행 히라기시 지점

## 역사
- 1971년 12월 16일: 기타24조 ~ 마코마나이 역간 개통에 따라 영업 개시.
- 2012년 12월 27일: 스크린도어 사용 개시[1].

## 사진

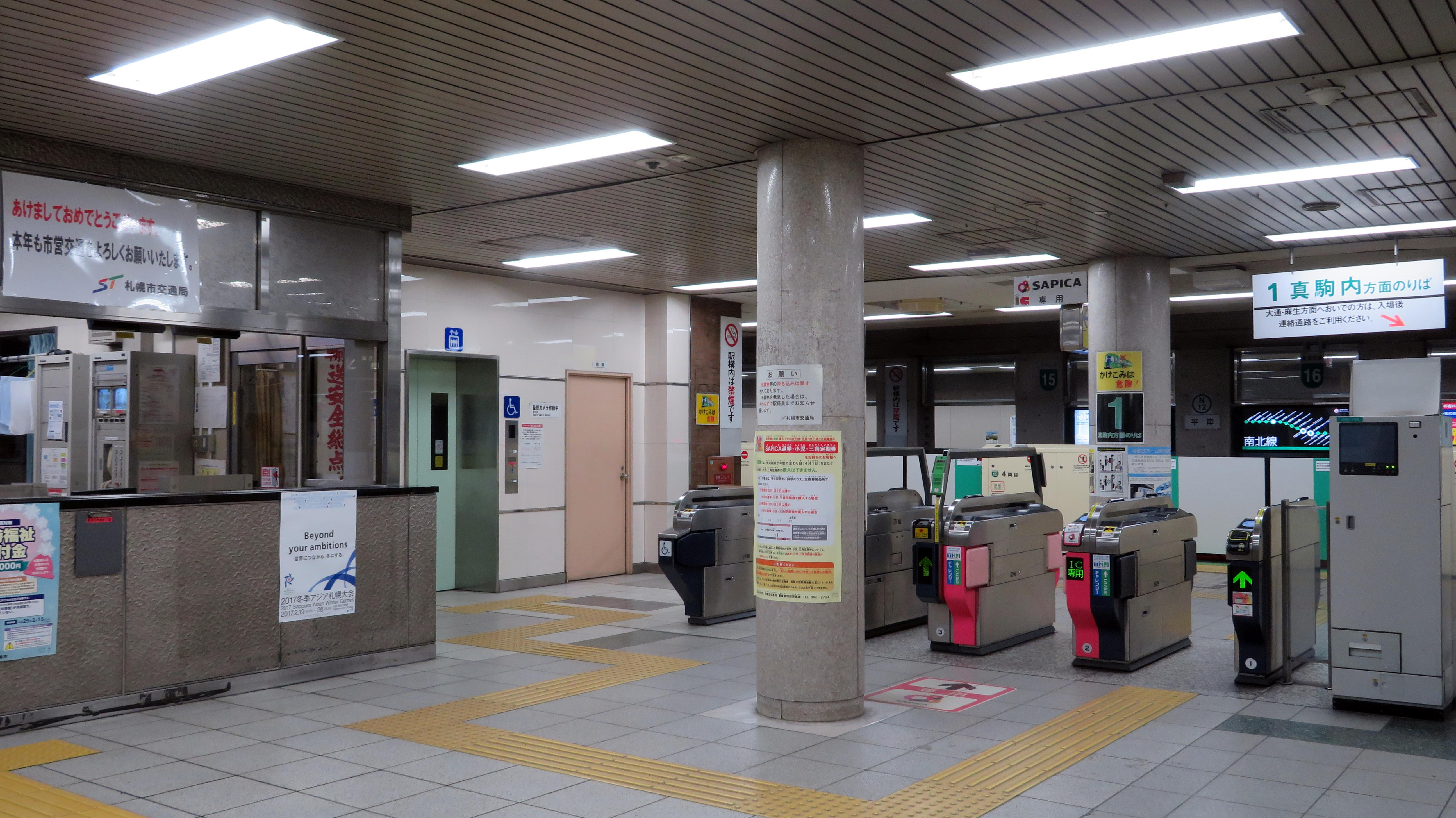
개찰구 (바로타 구조)
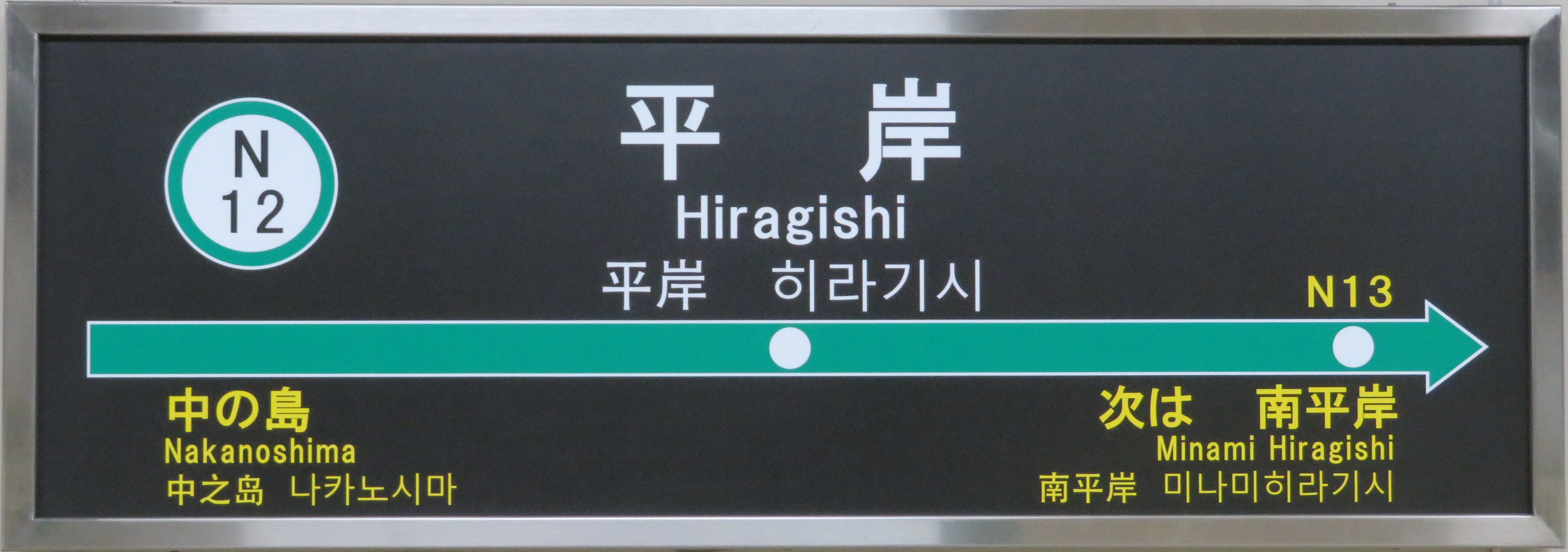
역명판

## 인접역
| 삿포로 시 교통국 지하철 난보쿠 선 | 삿포로 시 교통국 지하철 난보쿠 선 | 삿포로 시 교통국 지하철 난보쿠 선  |
| --------------------------------- | --------------------------------- | ---------------------------------- |
| N11 나카노시마 아사부 방면        | ● 난보쿠 선                       | N13 미나미히라기시 마코마나이 방면 |